# Un cœur d'athlète
Pour plus de détails, voir Fiche technique et Distribution.
Un cœur d'athlète (Victor) est un téléfilm américain réalisé par Jerry Ciccoritti, diffusé en 2008.

## Synopsis
Victor Davis, jeune Canadien de 18 ans, ne rêve que d'une chose : devenir un champion de natation. Il a d'ailleurs passé toute son adolescence à s'entraîner. En 1982, il est sélectionné aux championnats du monde de natation. Auréolé de deux médailles d'or pour l'épreuve du 100 mètres et celle du 200 mètres brasse, il est une véritable révélation. Fort de cette réussite, il se prépare à participer aux Jeux olympiques. Mais un soir, son destin bascule... 

## Fiche technique
- Titre original : Victor
- Réalisation : Jerry Ciccoritti
- Scénario : Mark Lutz
- Photographie : Gerald Packer
- Musique : Robert Carli
- Pays : Canada
- Durée : 105 min

## Distribution
- Mark Lutz (VF : Bruno Choël) : Victor Davis
- Polly Shannon (VF : Laura Blanc) : Donna Clavel
- Ron Lea : Cliff Barry
- Peter MacNeill : Mel Davis
- Sasha Roiz (VF : Arnaud Arbessier) : Alex Baumann
- Chris Owens : Dave Stubbs
- Lynne Cormack (VF : Anne Plumet) : Adair Hanna
- Debra McCabe : Leona Heynes
- R.D. Reid (VF : Philippe Ariotti) : Dr Schaman
- Jef Mallory : Greg Davis
- Adam MacDonald (VF : Jérôme Pauwels) : Dave Kolisnik
- Amy Lalonde (VF : Laura Zichy) : Jennifer Watt
- Don Allison (VF : Jean Barney) : le juge